# Roncherolles-sur-le-Vivier
Roncherolles-sur-le-Vivier is een gemeente in het Franse departement Seine-Maritime (regio Normandië) en telt 1077 inwoners (2004). De plaats maakt deel uit van het arrondissement Rouen.

## Geografie
De oppervlakte van Roncherolles-sur-le-Vivier bedraagt 5,3 km², de bevolkingsdichtheid is 203,2 inwoners per km².
De onderstaande kaart toont de ligging van Roncherolles-sur-le-Vivier met de belangrijkste infrastructuur en aangrenzende gemeenten.

## Demografie
Onderstaande figuur toont het verloop van het inwonertal (bron: INSEE-tellingen).